# Myka Relocate
Myka, Relocate (MR) war eine aus Kentucky stammende Metalcore-Band, die später in Houston arbeitete. Sie wurde 2007 gegründet.

## Geschichte
Die Band veröffentlichte 2008 die EP … and of Monsters und das Debütalbum Self Portrait as a Frozen Father. 2012 erschien die zweite EP.
Im Oktober 2013 erschien das Album Lies to Light the Way mit zwölf Titeln und im Oktober 2015 das Album The Young Souls mit ebenfalls zwölf Songs. Lies to Light the Way und The Young Souls sind beim Label Artery Recordings erschienen.
Die Band tourte im Herbst 2015 quer durch die Vereinigten Staaten.

## Diskografie
Alben
- 2008: Self Portrait as a Frozen Father
- 2013: Lies to Light the Way (Artery Recordings/Razor & Tie)
- 2015: The Young Souls (Artery Recordings/Razor & Tie)

EPs
- 2008: … and of Monsters
- 2012: Myka, Relocate